# Port Vila Sharks
El Port Vila Sharks fue un club de fútbol de Vanuatu, de la ciudad de Port Vila. Jugaba en la Primera División de Vanuatu.
Su único título nacional fue la VFF Bred Cup, un torneo nacional cuya victoria en 2008 le permitió participar en la Liga de Campeones de la OFC 2008-09.
Actualmente solo tiene el departamento de futsal, donde participa la primera división nacional.

## Palmarés

### Torneos nacionales
- VFF Bred Cup (1): 2008.[1]